# Luc Laventure
Pour les articles homonymes, voir Laventure.
Luc Laventure, né le 1er février 1945 à Grand'Rivière en Martinique et mort le 5 mars 2022 à Paris, est un journaliste et réalisateur français. Il a occupé différentes fonctions de directions dans l'audiovisuel public de l'outre-mer français.

## Carrière
Luc Laventure commence sa carrière comme journaliste à l'Office de radiodiffusion-télévision française (ORTF) Martinique en 1967. Il a été directeur des antennes de France Ô et Outre-Mer 1re de 1998 à 2011. En 2004, il est considéré comme « numéro 2 de la télévision d'outre-mer ». Il crée le média en ligne Outremers360, dont il est président et directeur de la stratégie à partir de 2015.
Il est décrit comme « la grande figure emblématique des Outre-mer dans le monde du journalisme ». 
En 2011, il reçoit l'insigne de chevalier de la légion d'honneur. 
Il meurt des suites d'un malaise dans la nuit du 5 au 6 mars 2022,.

## Filmographie
- 2005 :  Noires mémoires, documentaire, 52 min
- 2006 : Panthéon des mémoires noires, documentaire, 52 min. La loi Taubira, votée le 21 mai 2006, déclare que la France reconnaît la traite négrière et l'esclavage perpétrés depuis le XVe siècle, comme crime contre l'humanité. Ce documentaire revient sur l'histoire de l’esclavage et de la traite négrière et brosse le portait des personnalités marquantes de la cause noire et anti-esclavagiste.
- 2007 : Les trois Lunes du ramadan, documentaire, 52 min
- 2009 : Histoire d'un malaise, documentaire, 52 min. Documentaire de décryptage de la crise survenue aux Antilles au 1er trimestre de l'année 2009.

## Publication
- La révolution antillaise, 2009, Eyrolles. Recueil de textes d'experts, écrivains, intellectuels, sous la direction de Luc Laventure.

## Distinctions
- Chevalier de la Légion d'honneur (2011)[5]